# Национальная художественная галерея Болгарии
Национальная художественная галерея Болгарии (болг. Национална художествена галерия) — национальный музей изобразительного искусства в Софии, Болгария.
Галерея основана в 1948 году на базе коллекций Софийской городской художественной галереи и с 1952 года располагается в бывшем царском дворце на площади князя Александра Баттенберга. В том же здании находится Национальный этнографический музей. В коллекции хранятся произведения болгарских художников от эпохи Возрождения до настоящего времени. Среди них Захарий Зограф, Златю Бояджиев, Иван Милев, Владимир Димитров-Майстора, а также работы скульпторов.
На сегодняшний день в музее около 50 тысяч единиц хранения — живопись, графика и скульптура работы более чем 3 тысяч авторов. Коллекции зарубежного изобразительного искусства в 1985 году были переданы создаваемой Национальной галерее зарубежного искусства. В 2014 году, однако, оба музея были вновь объединены в единый Национальный музейный комплекс, переименованный в 2015 году в Национальную галерею. При этом постоянная экспозиция болгарского искусства была перемещена в здание бывшей Национальной галереи зарубежного искусства (получившее имя Квадрат 500), а помещения в царском дворце стали выставочными залами. В залах часто проводятся семинары, концерты и научные конференции, выставки современной болгарской живописи.
Национальная галерея также включает экспозицию иконописи, расположенную в крипте кафедрального собора Александра Невского, Музей современного искусства в бывшем Арсенале и Музей социалистического искусства. Филиалами её являются мемориальные музеи болгарских художников Веры Недковой, Николы Танева и Ивана Лазарова.